# Łomnicka Pętla

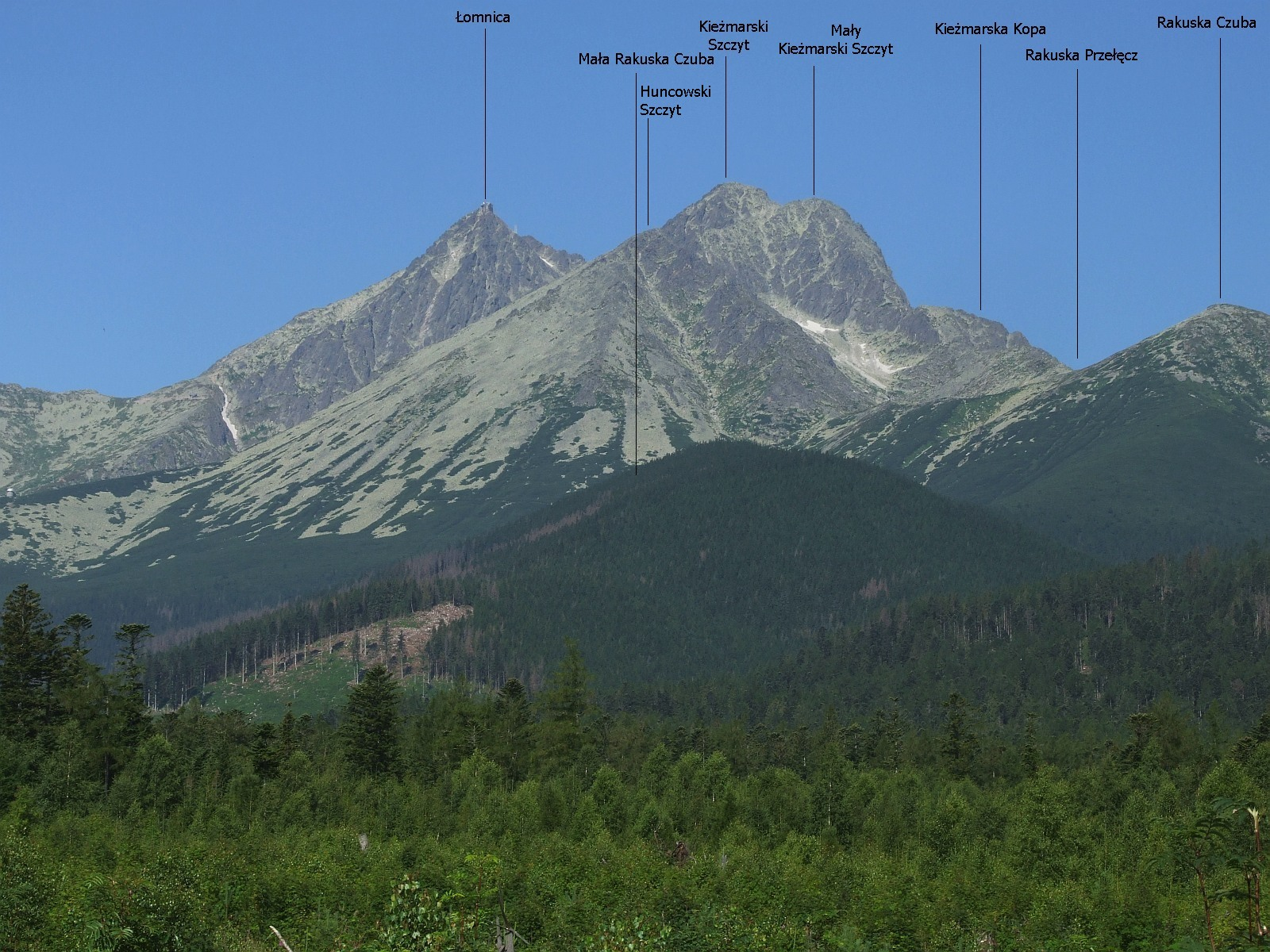
Obszar Tatr, którym prowadzi Łomnicka Pętla

Łomnicka Pętla – szlak turystyczny w słowackich Tatrach Wysokich, łączący pośrednie stacje kolei linowej na Łomnicę: Start oraz stację przy Łomnickim Stawie. Szlak ten wychodzi z południowych stoków Łomnicy, okrąża Małą Rakuską Czubkę od południa, wschodu i północy i dochodzi znów do Łomnicy – stąd pochodzi jego nazwa. Nazywany jest też Promenadą, ma bowiem charakter spacerowej ścieżki. Ruch turystyczny jest tutaj niewielki. W zimie jest przez narciarzy używany do zjazdów. Podczas zalegania pokrywy śnieżnej szlak jest zamknięty dla turystów pieszych.
Szlak przecina koryto Łomnicy, Jaszczerzyckiego Potoku i Huncowskiego Potoku. Prowadzi przez las i kosówkę, ale z odsłoniętych miejsc są widoki na Spisz i szczyty Tatr. W górnej części szlak prowadzi powyżej górnej granicy zachowanego w pierwotnym stanie lasu z dużą ilością naturalnych stanowisk modrzewia. Wskutek ostrego klimatu (szczególnie zimnych wiatrów) granica ta jest tutaj obniżona poniżej 1500 m. 9 sierpnia 1997 r. wydarzył się tutaj bardzo rzadki w Tatrach przypadek. Turysta niemiecki, który zszedł ze ścieżki na niewielką polankę wśród kosówki, został zaatakowany przez dwuletniego niedźwiedzia, w wyniku czego doznał złamania dwóch żeber, kilku ran i wstrząsu mózgu.

## Szlaki turystyczne
– od stacji kolei linowej Start przez rozdroże na Rakuskiej Polanie i Niżnią Rakuską Przełęcz do Łomnickiego Stawu. Czas przejścia (według przewodnika Nyki): 2.30 h, ↓ 2 h. Długość całego szlaku wynosi 8 km, suma wzniesień 600 m.